# Offerblok

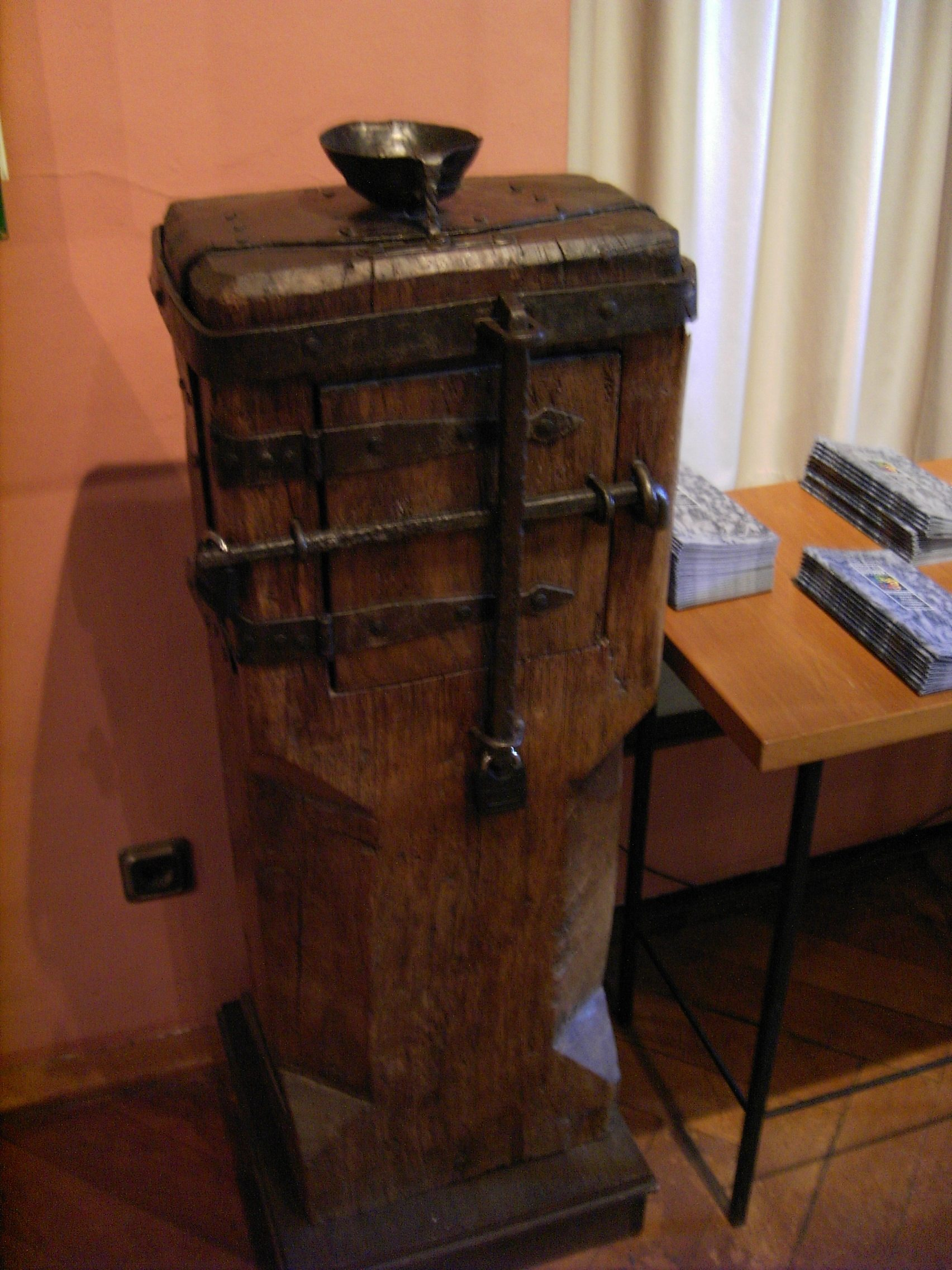
Middeleeuws offerblok

Een offerblok is een bus of kistje, meestal met zwaar gesmeed metaal bekleed, waarin men een geldelijke offergave kan deponeren. Hiertoe is een gleuf aangebracht welke al dan niet in de vorm van een soort trechter kan zijn uitgevoerd. Het doel van de giften wordt soms in gekalligrafeerde letters vermeld. Er wordt onderscheid gemaakt tussen bijvoorbeeld offerblokken, offerbussen en offervazen enerzijds en collectebussen, collectezakken en collecteschalen anderzijds. De laatstgenoemde worden gebruikt om actief geld in te zamelen; bij de zaken met het voorvoegsel offer- is dat niet het geval.
Ook wanneer men een kaarsje wil opsteken in een kerk of kapel, kunnen de kosten voor de kaars voldaan worden via een offerblok. Aangezien dergelijke ruimtes niet altijd goed bewaakt worden, zijn allerlei voorzieningen tegen diefstal bedacht. Sloten en metalen verankeringsstrips bieden slechts een beperkte oplossing. Het offerblok kan ook in een zuil zijn ingebouwd, of de gleuf kan in een muur zitten, zodat het offerblok aan de andere kant van de muur geleegd kan worden. Een zeer ingenieuze oplossing bestaat uit een hellende buis waardoor het geld direct naar de pastorie wordt gesluisd.
Diefstal uit offerblokken werd doorgaans zwaar gestraft. Soms zelfs met de doodstraf. Nog in 1761 werd een vonnis geveld voor dit vergrijp dat luidde: dat hij met de koorde aen een galge door den scherprichter soodaenigh sal worden gestraft, datter de doodt naervolght, ende verners met eene ijsere ketinge daeraen vast gehecht ende andere ten exempel blijven hangen tot spijse der vogelen.